# Утечка мозгов (Marvel Comics)
Утечка мозгов (англ. Brain Drain) - вымышленный персонаж, который появляется в комиксах, издаваемых Marvel Comics. Персонаж впервые появляется в Invaders #2 (Октябрь 1975) и был создан писателем Роем Томасом и художником Фрэнком Роббинсом.

## Вымышленная биография персонажа
Вернер Шмидт впервые появляется как Утечка мозгов в Invaders, возглавляя группу существ, утверждая, что они Тевтонские боги, и сражаясь против супергеройской команды Захватчиков во время Второй Мировой Войны. Утечка мозгов рассказывает во флэшбэке своё происхождение Капитану Америке, объясняя, что падающий метеорит почти убил его. Метеорит на самом деле был космическим кораблем, с четырьмя иностранными жителями на борту, спасая мозг и глаза Шмидта и размещая их в виде робота. С своими мозговыми волнами, усиленными во время процесса, Шмидт называет себя Утечкой мозгов и берет под ментальный контроль пришельцев - которых он называет "Звездными Богами" - переименовывает их также в старых немецких богов: Донара, Лога, Фроха и Брунгильду. Когда Брунгильда освобождается, она насмехается над Утечкой мозгов, совершив самоубийство в чане с химикатами, которые уничтожают персонажей. Захватчики сбегают, поскольку пришельцы уничтожают себя и установку.
Персонаж упоминается сотрудником нацистского злодея Красного Черепа в Marvel Premiere, и вновь появляется в двух частях истории Marvel Two-In-One, и вместе с нацистским союзником Высшим Человеком, Ю-Меном и Небесной Акулой планирует саботировать Нью-Йорк с новым супер оружием. План, однако, сорван членом путешествующей во времени Фантастической Четверки Существом и Легионом Свободы.
Alpha Flight показывает, что мозговой кожух Утечки мозгов, видимо, потерян в снегу под горой на протяжении многих десятилетий, и спасается, взяв на себя контроль над разумом соседнего туриста. Персонаж союзничает с Мастером, постоянным врагом супергеройской команды Отряда Альфа. Присоединившись к команде Мастера Отряду Омега в новом теле робота, Утечка мозгов и другие злодеи сражаются против герое несколько раз прежде, чем их окончательно победили.
Утечка мозгов упомянут в ван-шоте Miss America Comics 70th Anniversary Special, поскольку Мисс Америка полагает, что персонаж был тайным тайным лидером нацистского плана.